# Pseudastur occidentalis
La poiana dorsogrigio (Pseudastur occidentalis (Salvin, 1876)) è un uccello rapace della famiglia degli Accipitridi.

## Descrizione
È un rapace di media taglia, lungo 45–52 cm e con un'apertura alare di 104–116 cm.

## Biologia
Ha una dieta molto varia che comprende rettili, granchi, piccoli roditori, uccelli, rane, vermi e grossi insetti.

## Distribuzione e habitat
L'areale di questa specie è ristretto all'Ecuador occidentale e al Perù nord-occidentale.

## Conservazione
La IUCN Red List classifica Pseudastur occidentalis come specie in pericolo di estinzione (Endangered).